# Bechsteins flagermus
Bechsteins flagermus (Myotis bechsteinii) er en flagermusart, som tilhører familien barnæser.
Bechsteins flagermus er på EF-Habitatdirektivets Bilag II og IV, hvilket betyder at den kræver så streng beskyttelse, at Danmark skal udpege habitatområder, og derudover er Bechsteins flagermus fredet i Danmark.  Bechsteins flagermus er vurderet som truet art på den danske rødliste 2019.

## Udseende
Bechsteins flagermus har et vingefang på 24-28 cm, en kropslængde på 4,3-5,5 cm og en vægt mellem 7 og 13 g. Dens brede, spidse ører er 2-3 cm lange. Pelsen er rødbrun på oversiden og lysegrå på undersiden.

## Udbredelse
I Danmark er den muligvis at finde på Bornholm.